# طاهرية الثالثة (إسماعيلية)
طاهرية الثالثة (بالفارسية: طاهریه سه) هي قرية وتقع في إيران في قسم إسماعيلية الريفي.